# Туфаниан, Хасан
Хасан Туфаниан  (перс. حسن طوفانیان‎; (20 июля 1913, Тегеран — 28 августа 1998, Вашингтон) — генерал («артешбод») иранских авиационных вооруженных сил в период правления шаха Мохаммеда Реза Пехлеви.
Туфаниан был выпускником Военной академии, а затем служил командиром лётной академии Ирана. В 1977 году он стал заместителем военного министра и руководил проектом «Цветок», взаимовыгодного соглашения с Израилем: в рамках данного проекта Тегеран соглашался обменять иранскую нефть на израильскую ракетную систему. Но развитие данного проекта было приостановлено в связи с революционными событиями в Иране и последующим свержением шахского режима.

## Ранние годы
Хасан Туфаниан родился 1913 г. в Тегеране. Его матерью была Амина Хадж Шейх Али Араб, а отец Мирза Мехди, у которых было ателье по пошиву одежды. Туфаниан был старшим из пяти сыновей и двух дочерей. Он окончил высшее учебное заведение «Дар ул-Фунун» и некоторое время посещал небольшую медицинскую школу, прежде чем продолжить карьеру в военно-воздушных силах. В 1936 г. его приняли в военную комиссию. После окончания академии Туфаниан женился на Фатиме Зерехи; в браке у них было четыре сына и две дочери.

## Военная карьера
До Второй мировой войны Хасан работал на заводе по сборке самолетов летчиком-испытателем. В течение 1940-х он также провел 18 месяцев в Англии. С 1950 по 1952 год он посещал военную подготовку в Соединенных Штатах. Он не принимал активную роль в государственном перевороте в августе 1953 года, но был пилотом, приняв участие в сопровождении возвращения шаха. Затем он работал преподавателем в Академии офицеров. К концу 1950-х годов он был начальником Управления планирования Объединенного комитета начальников штабов. Он принимал участие в разработке планов защиты от предполагаемых угроз со стороны Советского Союза и Ирака. Эта обязанность приблизила его к шаху, и в 1961 году он был назначен одним из специальных адъютантов шаха, ответственным за уведомление шаха в случае, если возникла бы чрезвычайная ситуация во время отсутствия шаха во дворце.
В 1963 году Туфаниан стал закупщиком вооружений для вооруженных сил Ирана. В этой роли Туфаниан участвовал во многих сделках, во время которых он получал откаты и стал довольно состоятельным человеком. Так, по словам генерала Хасана Алави-Кия (глава отдела САВАК по Европе), когда Туфаниан совершил крупную закупку немецкой военной техники в 1965 году, за это он получил откаты. Туфаниан также стал заместителем министра в военном министерстве и директором главной военно-промышленной корпорации Ирана. Он нанял на работу многообещающих офицеров и ученых для управления организацией и ее отделом исследований и разработок, что значительно повысило эффективность сотрудничества. Под его руководством военные добились большого успеха в проектировании оружейных технологий и лицензионных соглашений с западными компаниями. Хотя Туфаниан был представителем близкого окружения шаха, он работал с ЦРУ США в качестве информатора.

## Туфаниан и ВПК Ирана
С 1950 по 1970 гг., общий объем закупок вооружения Ираном в США не превышал $1 млрд., но в период с 1970 по 1978 гг., закупки американского вооружения росли настолько быстро, что достигли астрономических размеров – $19 млрд.. С начала 1972 года, Иран стал крупнейшим покупателем военной техники из Соединенных Штатов. Процесс принятия решения о покупке оружия был не таким сложным. В отчете комитета по международным отношениям Сената США о продаже оружия Ирану говорится: «Процесс принятия решений по оборонным вопросам в Иране относительно прост. Шах принимает решение о всех крупных закупках, и его заместитель военного министра генерал Хасан Туфаниан выполняет эти решения». Генерал Хоссейн Фардуст в своих мемуарах пишет: «Неправильно предполагать, что тип вооружения и страна изготовления оружия, и компания, которая продает вооружение, определены Туфанианом. Какое оружие, сколько, где, все было продиктовано шахом, и Туфаниан был единственным очень хорошим исполнителем». Туфаниан в этой связи также заявил: «Выбор основан на исследовании желаемого оборудования, инструментов и политических, и экономических аспектов, и окончательное решение – выбор каждой системы согласовывается лично с Императором Арьямехр. Император Арьямехр, как руководитель и главнокомандующий вооруженными силами, делает окончательный выбор».
Конечно, независимо от Хасана Туфаниана, шаха окружали и другие военные и доверенные советники, такие как Манучехр Хосроудад, Голям Али Овейси, Амир Хосейн Рабии и Нематолла Нассири.
Несомненно, шах был в контакте с представителями, и через контакт с ними было рекомендовано какое оружие купить. Как заявили в сенатском комитете по иностранным делам, правительство и другие влиятельные государства, а также военные и военные чиновники не вмешивались. Генерал Ферейдун Джем, в своем интервью с BBC сказал: «Его Величество лично выбирал желаемое военное снаряжение и после приказывал Туфаниану их купить. Ни военное министерство, ни Генеральный штаб не контролировали ситуацию. Все решалось по следующей схеме: Его Величество Шахиншах и Центральный банк, и генерал Туфаниан, и посольство США. У армии вообще не было никакой информации…».
В феврале 1976 г., по поручению шаха, генерал Туфаниан вел переговоры с американской авиастроительной компанией «Грумман Корпорейшн» о приобретении реактивных самолетов Grumman F-14 Tomcat.
Помимо военных заказов в США и Европе, шах начал периодические закупки военного снаряжения в СССР. Во время своего визита в Москву в октябре 1976 года заместитель военного министра генерал Хасан Туфаниан сделал заказы на танковые транспортёры, бронетранспортеры и ПЗРК (SAM-7s) на сумму $150 миллионов. По ирано-советскому соглашению, Москва взяла обязательство поставить в Иран 500 бронетранспортеров, 500 танковых транспортёров, неопределенное количество ракет SAM-7s и зенитные самоходные установки ЗСУ-23. В том же году, генерал Туфаниан посетил Турцию, где он вел переговоры о турецко-иранском сотрудничестве в сфере вооружений с заместителем министра обороны адмиралом Бюлент Улусом. Затем Туфаниан и адмирал Улус посетили разные объекты военной промышленности Турции.

## Проект «Цветок» и исламская революция
Военно-политические отношения между Ираном и Израилем были установлены после свержения правительства Мосаддыка. Израиль активно помогал шаху в создании спецслужб. В последующие годы отношения между Тегераном и Тель-Авивом укреплялись. Так, 10 октября 1967 года генерал Туфаниан в письменном запросе к полковнику Якову Нимроди, военному атташе израильского посольства в Тегеране, сделал заявку на закупку большого количества военной техники у Израиля.
18 июля 1977 года генерал Туфаниан отправился в Израиль, где договорился об обмене нефти на несколько миллиардов долларов на израильские ракеты «Иерихон». Он также участвовал в отдельном проекте под названием «Tzier», который предполагал увеличение радиуса действия иранских ракет с использованием израильских технологий.
После свержения монархии в феврале 1979 года, проект «Цветок» был аннулирован. По распространенной версии, в первые дни после Революции генерал Туфаниан был арестован и заключен в тюрьму Каср, но при поддержке "друзей" сумел сбежать из заключения, скрываясь в Тегеране в течение девяти месяцев. 8 сентября 1979 года он сбежал в Европу через Турцию. В конце концов он переехал в Соединенные Штаты, где прожил остаток своей жизни в изгнании. Туфаниан умер от рака простаты в пригороде Вашингтона в 1998 году.